# Athenobios
Athenobios (altgriechisch Ἀθηνόβιος Athēnóbios) war ein seleukidischer General des 2. Jahrhunderts v. Chr., der im 1. Buch der Makkabäer erwähnt wird.
Dem deuterokanonischen 1. Makkabäerbuch zufolge war Athenobios ein Vertrauter (φίλος phílos, wörtlich „Freund“) des Königs Antiochos VII. Dieser sandte ihn nach Palästina, um dort die seleukidische Oberhoheit wiederherzustellen und gegen die Autonomiebestrebungen der jüdischen Hohepriesterfamilie der Makkabäer vorzugehen. Athenobios forderte von dem amtierenden Hohepriester Simon die Rückgabe der Städte Joppe (heute Jaffa) und Geser, die Herausgabe der seleukidischen Garnison in der Davidsstadt sowie Steuern für alle Ortschaften außerhalb Judäas, die sich im jüdischen Besitz befanden. Alternativ wollte er eine Zahlung von 1000 Talenten Silber akzeptieren. Da sich Simon nur zur Abgabe von 100 Talenten bereit erklärte, kehrte Athenobios unverrichteter Dinge zurück und Antiochos ging zum militärischen Vorgehen gegen die Makkabäer über.
Der Bericht vom Besuch des Athenobios in Jerusalem ist im 1. Buch der Makkabäer literarisch ausgeschmückt, um die moralische Überlegenheit und das historisch hergeleitete Anrecht der Juden auf die Herrschaft über Palästina zu verdeutlichen. Beide Positionen, zunächst die seleukidische und anschließend die jüdische, werden jeweils in wörtlicher Rede wiedergegeben. Zwischen die beiden Stellungnahmen eingeschoben ist ein Vers, in dem die Ankunft des Athenobios in Jerusalem und sein beeindrucktes Staunen in Anbetracht der hohepriesterlichen Prachtentfaltung geschildert werden. Auf die provokative Antwort Simons auf die königliche Forderung dagegen soll der seleukidische Gesandte nur geschwiegen haben und zornig zu seinem Herrscher zurückgekehrt sein. Diese Details in der Erzählung verdeutlichen auf der einen Seite die politische Gleichrangigkeit der Makkabäer und spiegeln damit indirekt auch „das Selbstverständnis und de[n] Lebensstil der späteren Hasmonäerdynastie“ wider, unter deren Herrschaft das 1. Makkabäerbuch entstanden ist. Auf der anderen Seite sollen sie die „mangelnde Affektkontrolle“ und Kompromisslosigkeit der seleukidischen Gegenspieler illustrieren.
Da Athenobios außerhalb des 1. Makkabäerbuch nirgends erwähnt wird, ist vermutet worden, dass es sich auch bei ihm selbst nur um eine Erfindung des Autors zur literarischen Ausschmückung der Geschehnisse handelt.